# Peter O'Meara
Peter Emmanuel O'Meara, född 27 oktober 1969 i Irland, är en irländsk skådespelare. Han hade en roll som 1st Lt. Norman Dike i den prisbelönade krigsserien Band of Brothers.

## Filmografi

### Filmer
| - 2011 – The Maiden and the Princess (kortfilm) - 2010 – No Country for Old Yeller (kortfilm) - 2010 – Leap Year - 2009 – Green Street Hooligans 2 - 2009 – Dumpa honom! - 2009 – Neighbors Are Friends (kortfilm) - 2007 – My Boy Jack (TV-film) - 2007 – Resident Evil: Extinction - 2007 – The Grand - 2004 – Ichabod! - 2004 – Haven - 1999 – The House on Dame Street (kortfilm) - 1995 – Two Ceasefires and a Wedding (kortfilm) | - 2010 - The Forgotten (1 avsnitt) - 2006 - Brottskod: Försvunnen (1 avsnitt) - 2005 - Alias (1 avsnitt) - 2004 - CSI: NY (1 avsnitt) - 2004 - LAX (1 avsnitt) - 2003 - Peacemakers (9 avsnitt) - 2001 - Band of Brothers (3 avsnitt) - 1999 - Aristocrats (? avsnitt) |